# Marcus Stock
Marcus Nigel Stock (ur. 27 sierpnia 1961 w Londynie) – brytyjski duchowny katolicki, biskup Leeds od 2014.

## Życiorys
Święcenia kapłańskie otrzymał 13 sierpnia 1988 i został inkardynowany do archidiecezji Birmingham. Pracował głównie jako duszpasterz parafialny, a w latach 1999-2009 odpowiadał także za szkolnictwo katolickie w archidiecezji. W 2009 wybrany sekretarzem generalnym Konferencji Episkopatu Anglii i Walii.
15 września 2014 papież Franciszek mianował go ordynariuszem diecezji Leeds. Sakry udzielił mu 13 listopada 2014 arcybiskup metropolita Westminsteru - kardynał Vincent Nichols.